# ヴァルキリープロファイル2 シルメリア
『ヴァルキリープロファイル2 -シルメリア-』（VALKYRIE PROFILE2 SILMERIA）は、スクウェア・エニックスが2006年6月22日に発売したPlayStation 2用ゲームソフト。

## 概要
2006年6月22日に通常版とフィギュア、CDなどのグッズを同梱した初回限定版「ARTIFACT BOX」を発売。
2007年6月28日にはアルティメットヒッツとして発売された。
本作は『ヴァルキリープロファイル』の続編にあたり、本作の発売に先行して前作が『ヴァルキリープロファイル -レナス-』としてPSPに移植された。また、『ガンガンパワード』連載の林ふみのによるコミカライズが全4巻発行されている。
ゲーム内容は前作同様、フレイが男神でなく女神であるなど様々なアレンジが加えられているが、北欧神話をベースとしている。前作の主人公が神々の一員という設定であったのに対し、本作における新たな主人公は神々と敵対する存在として設定されており、前作では協力者として登場した神々が敵として登場する展開となっている。
前作より数百年前の世界が舞台となる。前作のミッドガルドは戦乱の最中にあったが、今作では大きな戦争などは起こっておらず、世界はおおむね平和な様相を保っている。前作で暗く、寂れた表現をされていた街も、光があふれ活気のある描写がなされている。
ストーリーは、前作で「亡失都市ディパン」として登場したディパン公国をめぐる内容が中心となっている。今作では、生前のバルバロッサ王の統治のもと、「世界でもっとも栄えている国」などと評されるほどの繁栄を見せている。そのほかにも前作に登場する街・国などがいくつか登場する。ラグナロクに関する内容は見られないが、本作では戦乙女のアーリィが活動しており、傭兵のレオーネとしても活動している。

## ストーリー
ヴァルキリー三姉妹の三女であるシルメリアは戦乙女としてオーディンの命に忠実に従っていたが、とある命令に疑問を抱き、それ以降オーディンに対し不服従の姿勢をとるようになった。その事態を重く見たオーディンは「王呼の秘法」でシルメリアを強制的に転生させ、長女であるアーリィを代わりに召喚する。しかし「王呼の秘法」の発動は不完全であり、シルメリアの魂はある少女の中で密かに目覚めていた。
ディパン公国の王女・アリーシャは、体内にシルメリアの精神を有していることから公国を放逐され古城にて生活を送っていたが、シルメリアの覚醒に気づいた神界によってアーリィを差し向けられ、襲撃を受ける。アリーシャはシルメリアの助けによって城を脱出し、難を逃れるが、シルメリアは自分をおびき出すためにディパンが攻撃されるだろうと予測、2人は国の危機を知らせるためにディパンを目指す。
しかしディパン王・バルバロッサの説得に失敗し、アリーシャとシルメリアは神々とディパンの戦争を阻止するため、秘宝ドラゴンオーブを求める旅へと出発する。その過程で彼女らはルーファス、ディラン、レザード、レオーネ、アリューゼといった旅の仲間を得ていくが、しかし彼らは仲間に対してそれぞれ秘密を隠しており、異なる思惑を胸に秘めていた。冒険を通して彼らは仲間としての交流を深めていくが、彼らの真の利害は一致せず、物語はディパン公国の滅亡という悲劇へと進んでいく。
家族、故郷、仲間といった全てを失ったアリーシャは、ただ一人残った仲間であるルーファスと共に神界を目指し神々との戦いへと赴くが、最終的に彼女らは、争乱の陰には神々すら把握していなかった、数百年後の未来に起こるラグナロクの後の世界が関わっていることを知ることになる。

## ゲームシステム

### ゲームの流れ
前作では神の勢力に属しており、最初から世界を自由に飛び回ることができたのに対し、本作では人間に与する存在であり、ゲーム内容も従来のRPG同様に地上を移動し、物語の進行に従って少しずつ行動範囲を広げていくものとなっている。プレイヤーは発生するイベントに沿った形で洞窟や遺跡、森や草原などといったフィールドをクリアし、物語を進めていく。

### フィールドマップ
フィールドはサイドビュー視点の3DCGで描かれている。プレイヤーは主人公であるアリーシャを操作し、左右への移動、ジャンプ、しゃがむ、光子を放つ、剣を振るう、といったアクションを行うことができる。フィールドに点在する敵シンボルと接触すると戦闘となるが（シンボルエンカウント）、剣を当てることで先制攻撃などの有利な状態で攻撃を仕掛けることができる。
アリーシャはシルメリアから授かった能力として、光子の弾丸を放つことができる。光子は壁に当たると反射し、また敵シンボルやフィールド上の置物に当てることで、それらを閉じ込めた水晶の塊を作り出すことができる。敵シンボルや置物を取り込んだ水晶の塊はジャンプの足場などとして利用することができるほか、もう一度光子を当てることによって、主人公の位置と水晶の塊の位置を瞬間移動させて入れ替えることができ、飛び越えられない崖の上にいる敵を利用して崖の上へと瞬間移動するなどといったアクションが可能となっている。場合によっては先に進むために、モンスターの配置を工夫した上で瞬間移動を活用するなど、パズル的な攻略を要求される場合もある。
このほかフィールドには「封印石」と呼ばれるアイテムが点在しており、それぞれ戦闘に与える効果などが設定されている。この効果は主人公が封印石をアイテムとして取得して所持している場合には仲間キャラクター側にその効果が適用されるようになり、フィールド上にある台座に設置している場合には敵キャラクター側にその効果が適用される。つまり敵キャラクターに対して有利な効果を及ぼしている封印石を台座から外して主人公に取得させ、不利な効果のある封印石を手強い敵のいる部屋に設置することで、戦闘を優位に進めることができる。これらの封印石はフィールドの攻略にも関係しているが、封印石の持ち運びには様々なルールがあり、意図した効果を発動させるにはパズル的な攻略を要求される場合もある。

### 戦闘
本作の戦闘システムは前作より大幅に変更となり、3Dマップの中をキャラクターを操作して敵に接近・攻撃を加えて撃破していくというシステムとなっている。決め技ゲージ、コンボシステムなど前作より引き継いでいるシステムもあるが、フィールドの移動、AP（アクションポイント）など新たに導入されたシステムにより、感触は大きく異なっている。
戦闘開始時にはAPは最大値の100あり、通常攻撃、魔法、アイテムは使うたびに設定されたAPを消費する。APは移動、敵の攻撃を受けるなどで回復する。
戦闘の流れは、移動、メニューの使用が可能な移動モードと、敵に攻撃を行う攻撃モードに大きく分けられる。
移動モード
キャラクターを操作してフィールドを移動する。敵に近づく、距離をとる、メニューの使用などが行える。戦闘フィールドはダンジョンによって形や高低差に特徴があるので、位置取りも戦闘に影響する要素となる。また、R1ボタンを押す事によって、敵に行動させずに長距離を移動できるダッシュが行える。これを使うと敵の背後に回ったり距離をとったりすることが容易になるが、APを15消費する。
フィールド上の赤いエリアは敵の攻撃範囲であり、この中に味方キャラクターが入ると敵の攻撃が発動する。敵の攻撃はほとんどが範囲攻撃であり、複数のキャラクターがダメージを受けることが多い。
移動モード中、十字キー上下を押すことで、パーティーを分割し、操作するキャラを2組に分けて戦闘を行う事ができる。片方を操作中はもう片方を操作できない仕組みになっている、これによりおとりを置いたりなど新しい戦術を考察する事が可能である。
キャラクターの周囲には環状の攻撃範囲が表示されており、この範囲入った敵には攻撃が可能となる。キャラクターに対応したボタンを押すことで、自動的に攻撃モードへ移行する。
攻撃モード
攻撃中は前作と同様、4人の仲間を同時に操って攻撃するというもので、コントローラーの○×△□のボタンを押すことで、それぞれの位置に対応するキャラクターが攻撃を行う。APが無くなるまで攻撃を繰り返すことができ、最大4人でコンボを決めて敵にダメージを与えていく。コンボをうまく繋ぐことによってパーティ全員で共有される決め技ゲージが溜まり、大ダメージを与える決め技や大魔法を使用することができる。
戦闘の勝利条件
前作では敵の全滅が絶対条件であったが、今作では敵のリーダーを倒すことが第一条件となる。リーダーとなる敵はそのダンジョンで出るモンスターだが、HPバーが黄色で表示され、名前の横にアイコンがつく。敵リーダーを倒すと、その時点で残っている敵は去っていく。終了時に去った敵の経験値も入る。一部の戦闘ではリーダーが存在しないことがあり、この場合は敵の全滅が勝利条件となる。リーダーを早く倒せばボーナスとして魔晶石を多く獲得できるが、フィールド内の敵を全て倒したほうが、敵の落とすアイテムを集めやすい。どちらを優先するかはプレイヤー次第である。
ゲームオーバー
前作では特殊なダンジョン以外で全滅するとワールドマップに戻されたが、本作では特殊なダンジョン以外でもゲームオーバーになってしまう。条件はパーティー全員が戦闘不能、石化、凍結などの状態異常に陥る事を示す。

#### 部位破壊
モンスターには、モンスター自体のHPのほかに、頭、尻尾、足などといった部位があり、それぞれにも個別にHPが設定されている。攻撃によって各部位のHPを0にすると、その部位が切断され消失する。敵の落とすアイテムは部位ごとに設定されており、欲しいアイテムがある場合は特定部位を狙って攻撃する必要がある。攻撃時の方向、攻撃技の特性（切り下ろし、切り上げなど）などを考慮し、狙った部分にいかに攻撃を当てるか工夫することで、楽しみが生まれている。
部位切断によって攻撃力や攻撃技が変化するモンスターも存在し、部位にはいくつか特殊なものが設定されている。
弱点部位
その部位のHPを0にすると、モンスターを即死させる。
装甲部位
攻撃するとガードと同じ効果音がし、部位のHPは減らすことができるがモンスターのHPを減らすことができない。敵の鎧や武器、殻などに設定されていることが多い。

### エインフェリアの加入・解放
各地のダンジョン内にあるエインフェリアの遺品を調べると、各場所ごとに定められた1〜3人のエインフェリアの中からランダムで1人が選ばれ、仲間に加わるといった仕組みになっている（そのため、1度のプレイでは全てのエインフェリアをパーティに加えることは不可能）。
加入時のレベル（パーティ内の高レベルキャラ上位6名の平均値にて加入）から5レベル成長させると、そのエインフェリアを解放し、人間として蘇らせることができる。解放されたエインフェリアはパーティーから離脱するが、代わりに能力値上昇アイテムが手に入る。前作の神界転送やアーティファクトの献上にあたるシステムになっているが、解放しない場合のデメリットは特にない。
解放後のエインフェリアは街などで普通の生活をはじめ、彼らに話しかけるとアイテムを入手できる場合もある。また、解放したエインフェリアとの会話や入手できるアイテムは話し掛けたチャプターにより変化する事もある。
本作ではエインフェリアに関するイベントは原則的に無いが、彼等の素性はメニューで見ることのできるプロフィールや戦闘中に発生する特殊会話（後述）、もしくは解放後のセリフ、街で読むことのできる本などで補完する事ができる。

### 映像切替
本作はプログレッシブ表示（525p）に対応しており、ゲームの起動時にマニュアルに書かれた操作を行うことで表示設定を行うことができる。また、マニュアルに書かれていない裏技として、プログレッシブ表示の設定画面で隠しコマンドを入力することにより、非公式ながらハイビジョン表示（1080i）にも切り替えることができる。

## 登場人物

### 主要人物
アリーシャ
声 - 矢島晶子
本作の主人公。18歳。ミッドガルドの北方に位置するディパン公国の第一王女。幼い顔立ちだが、細身の剣と軽い身のこなしを生かして敵と戦う。幼少の頃から彼女の体内にシルメリアの魂が同居しており、シルメリアと肉体を共有する様を奇怪に思った父王バルバロッサにより五年前から古城に軟禁されていた。それ以来、最愛の父から見放された悲しみに明け暮れ、気弱な性格になってしまった。その後、自らの命を狙うアーリィから身を守るべくディパンを脱走。様々な苦難を味わうたびに心が折れそうになるが、父を失ってからは自らを犠牲にしてでもオーディンを討つ事を決意する。
決め技の「ニーベルン・ヴァレスティ」はシナリオの進行とともに技の性能や演出が変化する。
ヴァルキリー
声 - 矢島晶子
アリーシャがラストボス戦でレナス、アーリィ、シルメリアと融合して、真のヴァルキリーとなった姿。一つの肉体に三人もの神の魂が入った為にオーディンはおろか四宝の力すら遥かに凌ぐ力を持つが、器となったアリーシャが人間であるため、極短時間しか持たずに消滅する。
シルメリア・ヴァルキュリア
声 - 川澄綾子
運命の三女神にして、レナスとアーリィの妹。人間の年齢に換算すると21歳。薄い水色の瞳に軽いウェーブのかかったブロンドの髪が特徴。エインフェリアを自らの単なる手駒としか考えていないオーディンの態度に疑問を持つ。オーディンとの戦いで深手を負ったブラムスを助け、オーディンに逆らったシルメリアは王呼の秘法により転生させられてしまうが、彼女にかけられた王呼の秘法は中途半端な形になってしまった。その結果本来覚醒するはずのないシルメリアの魂はアリーシャの肉体で目覚め、アリーシャと1つの肉体を共有することとなる。
短い時間であれば表出し肉体の主導権を握ることが可能で、物語開始当初は口下手なアリーシャに代わって交渉事をまとめるなど、弱気になりがちなアリーシャを叱咤激励しつつ、ヴァルキリーとしての知識や能力を用いて序盤の物語を牽引していく。「オブジェクトリーディング」と呼ばれる物体に残された残留思念を読み取る能力（サイコメトリー）を持ち、これは他の姉妹にはないシルメリア独自の能力とされる。
決め技は姉妹共通の「ニーベルン・ヴァレスティ」。使用武器自体は弓であるが、前作のレナスと違い、ニーベルン・ヴァレスティ時は弓は使わず他の姉妹同様剣を使う。
ルーファス
声 - 中村悠一
世界を気ままに旅する弓闘士の青年。外見上は24歳。ディパンに向かう途中、アリーシャと出会う。その身には重大な秘密が隠されており、本人はそれを疎ましく思っている。
その正体はオーディンと同じハーフエルフであり、オーディンの肉体の代替とされていた。そこに目を付けたレザードにオーディンとの戦いで致命傷を負った彼にオーディンの魂を「輸魂の呪」で移し替えられ、オーディンを消滅させる道具とされる。その後、自分の指輪を媒介にアリーシャによってマテリアライズされて復活。アリーシャらと共にレザードに決戦を挑む。
レザードの消滅後は神界の主神としてグングニルの所持者となった。エピローグでは彼らしき人物がアリーシャに似た少女と会っている。
決め技は「アスタニッシュグリッツ」。シナリオの途中で性能や演出が変化する。
レザード・ヴァレス
声 - 子安武人
ディパンの三賢者の元で魔道の研究を行う新人研究者。クラスは魔導士。正義感の強い性格で、物語の序盤でアリーシャ達の窮地を救い、それ以降一行に同行する。前作にも登場したが、本作ではアリーシャが信頼を寄せる仲間の一人として活躍しており、戦闘時の台詞ではやや尊大な一面を垣間見せることもある。
アリューゼのような前世の存在ではなく、前作の最終決戦時、賢者の石を犠牲にする事で、「ラグナロク」を生き延びたただ一人の人間となっていた、前作のレザード・ヴァレス当人である。ディパンに残された時間制御装置の力を使って過去である本作の世界に転移して、オーディンの力を手に入れるべく様々な暗躍を行っている。
ユグドラシルでオーディンに追い詰められたアリーシャ達の前に現れ、自身を一介の魔導士と甘く見ていたその隙を突く形で「輸魂の呪」を発動。オーディンの肉体からその魂をルーファスの身体に移し変え、グングニルの力を手に入れる。その後、ディパンの三賢者達が完成させていた研究成果を用いて人間界、神界、冥界に次ぐ新世界を創り出し、捉えたレナスと融合して新たな創造神となる事を目論み、後にラストボスとして立ちはだかる。
ヴァルキリーに敗北後、消滅する間際に改心し、自身の負けを認めて消えていった。
大魔法は火属性共通の「グランドトリガー」。敵としての時は「メテオスウォーム」。
レオーネ / アーリィ・ヴァルキュリア
声 - 田中敦子
旅の途中で出会う女剣士。傭兵だが現在はトレジャーハンターで生計を立てている。外見上は25歳。気立ての良い性格だが謎めいた一面もあり、シルメリアからは心を許せない相手であると評されているが、旅のなかでアリーシャにとって姉のような存在になっていく。
その正体は運命の三女神にして、戦乙女「ヴァルキリー」の三姉妹長女・アーリィで、シルメリアとレナスの姉である。本作の時間枠で活動しているヴァルキリーで、漆黒の髪と鎧を身に着けている。オーディンに忠実で、人間に対しては冷酷で厳格な性格。三女神の中で最も神に近い性格であると言われる。しかし、他のヴァルキリー同様、互いに接点のない神と人間の橋渡しをするために必要な資質を与えられている為、決して人間に対し無理解な訳ではない。
オーディンの命令によって、シルメリアの魂の捕獲を命じられている。アーリィとしては本作でもプロローグからシルメリアの敵対者として登場し、全編を通して物語に関わる。前作ではレナスやそのエインフェリアと相容れない立場の敵として登場し、その内面をうかがわせる描写がなかったのに対し、本作では彼女が神の命令に従うことに苦悩する描写や、アリーシャ達に対する想いなども描かれている。物語の終盤では対立を経て、アリーシャと共闘する立場となる。
決め技はレオーネの時は「サプライズホーン」。アーリィの時は前作と同じく姉妹共通の「ニーベルン・ヴァレスティ」。
レナス・ヴァルキュリア
声 - 冬馬由美
前作の主人公。人間の年齢に換算すると23歳。運命の三女神にしてシルメリアの姉、アーリィの妹。銀色の髪と蒼穹の鎧を身に着けている。正確には今作のレナスはこの時代の（人間に転生している）レナスではなく、前作のAエンディングで、ラグナロクが起きた後、ロキを倒し、新たな世界の創造神となったレナスである。そのため前作の最後決戦武器「神剣グランス・リヴァイバー」を持つ。
レザードの時間遡行によって自分たちの時代に影響が及び、その原因にレザードが絡んでいる事を察したために罠と知りつつも自身もディパンの時間転移装置で過去に転移した。
決め技は前作と同じく姉妹共通の「ニーベルン・ヴァレスティ」。
アリューゼ
声 - 東地宏樹
レオーネに雇われている傭兵。26歳。クラスは重戦士。納得のいかない仕事ならば、雇い主にも逆らうという激しい気性の持ち主だが、根は思いやりのある心優しい男。
前作に登場するアリューゼの前世の姿。
レオーネが正体を明かすと逆上して挑みかかるも返り討ちにあい、無理やりエインフェリアにされる。その為、神々への忠誠心は一切なく、渋々従っている。オーディンが消滅した際も他のエインフェリア共々匙を投げたが、アリーシャの説得で再びパーティに加わり、レザードとの決戦に挑む。
レザードの消滅後は消滅の近いブラムスに代わり、「柄じゃない」と愚痴りつつもドラゴンオーブの守護者となった。
決め技は前作のアリューゼと同じく「ファイナリティブラスト」。
ディラン / ブラムス
声 - 乃村健次
150年前にディパンに仕えていた兵士。28歳。クラスは重戦士。その正体はブラムスであり、不死者の中で最も強い力を持ち、不死者王と呼ばれる。過去にとある理由でオーディンが人間を道具としか思っていないことを知ったため、不死者になる前から何度もオーディンと戦っていた。オーディンによって、自らの魂が地上に納めるドラゴンオーブの代用品にされかかった所をシルメリアに救われる。オーディンを討つ機会をうかがっていたが、幾度も危機から救ってもらった恩義もあり、シルメリアとアリーシャに協力する。
本来の歴史ではバルバロッサの処刑後、王呼の秘法により封印されかけたところをシルメリアが庇って代わりに封印され、そのままシルメリアを奪っていくのだが、レザードの歴史介入によってオーディンの目論見通りに彼が封印されてしまう。
レザードが本性を現した後はその対抗手段としてアリーシャ達によって封印を解かれ、レザードと敵対。ヴァルキリー三姉妹と融合しようとしたが、深手を負っていたためにアリーシャが代わってヴァルキリーとなり、共にレザードを滅したが、戦いののちその場に倒れ伏した。
一部の書籍では、「不死者王になる前は、かつてはディパンの王族であり、オーディンに目をつけられ強制的にエインフェリアにされた」とのこと。
決め技は前作と同じく「ブラッディカリス」。ディランの時は「バイオレントレイジ」。

### その他の人物
バルバロッサ
声 - 中田譲治
ディパン国王でアリーシャの父。賢王として知られているが、最近は戦争の準備をしているのではないかと噂が広まっている。娘のアリーシャを放逐した（表向きは死亡したことにしていた）後は笑顔を失ったとされている。後にディパンで処刑される。前作では、不死者と化した三賢者達の手によって、その魂をデュラハンタイプのガーディアンへと改造されてしまっている。
ウォルザ
声 - 西村知道
ディパンの三賢者と呼ばれる国王腹心の魔道士の一人でリーダー格。ディパンの繁栄に尽力し国民の尊敬を集めているが、神々を冒涜する研究をするように仕向けた張本人である。前作にもボスとして登場しているが、その時はすでに人の姿ではなかった。
ガイン
声 - 佐藤晴男
ディパンの三賢者の一人。ウォルザの補佐的存在で、上の者に従う性格の持ち主。実力はダレスよりも下らしい。前作では戦闘中に表示される名前が「ダイン」となっている。
ダレス
声 - 神谷浩史
ディパンの三賢者の一人でアリーシャの幼馴染の青年。ガインと同じく、前作では戦闘中に表示される名前が「ガレス」となっている。
PSP版の『レナス』においては本作にあわせて「ガイン」、「ダレス」の表記に修正されている。
オーディン
声 - 池田秀一
アース神族の最高神。来たるべきラグナロクに備える為に、ドラゴンオーブを探している。温厚そうに見えるが、その本性は冷酷そのもので、自らの野望を成就する為には手段を選ばない。人間を戦いの為の道具としか思っておらず、必要とあらば生を全うしていない人間を殺させて無理矢理エインフェリアとして従わせる事も厭わない。その事でシルメリアの造反を受けたオーディンは、彼女をディパンの王女として無理矢理転生させようとしたが、それが失敗したために、転生後のアリーシャはシルメリアの意識と共有することとなってしまう。
元はアース神族の中でも弱い存在であったが、アース神族とエルフの間に生まれた事で神には持ち得ない「成長」という概念を得る事になり、その結果、アース神族の中でも最高位の存在になるまでの力を獲得していった。しかしそれ故に、自らの力に関しては傲慢なまでに過信しており、アリーシャとルーファスの二人と対峙した際に見せた醜悪なまでに歪んだ形相からも、その事がうかがえる。一方で、自らの脅威となり得る存在に関しては臆病なまでに恐れている節があり、徹底的に潰そうとする。
反抗の意思が見えたという理由だけでディパンを滅ぼそうとし、アーリィに国王のバルバロッサを公開処刑させている。彼の悪辣なやり方に対する怒りから、ニブルヘイム側に付いたエインフェリアもおり、トライエース側のインタビューによると「最初に反抗したエインフェリアがブラムス」とのこと。また、ヴァルハラ側についているエインフェリア達も渋々と従っているに過ぎないようで、オーディンがレザードに連れ去られた後のエインフェリア達の反応は冷ややかになっており、彼等を代弁するかの様に、オーディンの救出を拒否したアリューゼは「人間にとっちゃ、あんな奴（オーディン）、居ない方が良いに決まってる」と吐き捨てている。
決め技は「スピリチュアルランサー」。
フレイ
声 - 川村万梨阿
アース神族の第二級神で創造の女神。人間の年齢に換算すると26歳。オーディンの事を深く愛しているが、人間には無慈悲で、オーディン同様にエインフェリアを戦いの道具としか見なしていない。
決め技は前作と同じく「エーテルストライク」だが、一ヒット技だった前作とは真逆の作中最高レベルの多段ヒット技となっている。
ウル
声 - 青山桐子
アース神族の狩猟の神。少年の姿をしている。シルメリアを始めとした神族には親しげに接するが、人間には容赦ない。
決め技は「デスペアーフライト」。
ヘイムダル
声 - 松本大
アース神族。神界アスガルドと人間界ミッドガルドを繋ぐ、虹の橋ビフレストの見張り役を務める。
決め技は「グリムマリス」。
ルザリエ
声 - 堀越真己
精霊の森に住むエルフ。排他的なエルフのなかで、なぜかルーファスやアリーシャに好意的に接する。一部の攻略本では「ルーファスの母親」とされているが、ゲーム本編では明らかにされていない。トライエース側のインタビューによれば、「ルーファスに一目惚れしたただのエルフではないのは確か」とのこと。

### エインフェリア
本作に登場するエインフェリアたちは、主人公であるアリーシャの物語とは殆ど関わりがなく、物語本編には絡んでこない。仲間に加えるか否かは任意であり、また一定のレベルに達すればいつでも離脱させることができる。
彼らは作中において既に過去の時代の人間たちであり、ミトラに至っては命を落としエインフェリアとなってからおよそ800年もの年月が流れている。ステータス画面では、彼らが英雄として命を落としエインフェリアとなった経緯を読むことができるが、これらはあくまで歴史書に残された記録という体裁で書かれたものであり、必ずしも真実ではない。生前に面識のあったエインフェリア同士をパーティに加えた場合、戦闘開始時に会話が発生することがあり、これによって歴史書には書かれていなかった真相が明かされることもある。
本編のシナリオには直接関わる事はないが、電撃プレイステーションに掲載されたトライエース側のインタビューによると、開発当時、一年戦争関連は本編のシナリオに組み込む予定であったが、エインフェリアの数が増え、半ばお助けアイテムのような位置付けとしての扱いになったため、最終的には当初予定していた人数の倍以上になり、エインフェリア関連のシナリオはカットしたとのこと。
ミトラ
声 - 松本大
魔術士。34歳。今では亡国となってしまったフレアガルド国の将軍を務めていた。部下の手違いによって、王に造反の疑いをかけられ捕虜となるが、忠義を貫き死後エインフェリアとなる。前作に登場した「炎の城塞」の建設者。「ミトラの聖水」という物品を残した。
大魔法は水属性共通の「タイダルウェイブ」。
アトレイシア
弓闘士。25歳。死後、エインフェリアになることを条件に神々の加護を得た部族・テム族の守り手。子どもを身篭るが、それは神との契約に反することであった。神々に強い不信感を抱いているが、王であるオーディンに逆らったシルメリアだけは信用している。部族の仲間達や、我が子を死に追いやった不死者に対しても憎しみを隠さない。前作に「アトレイシアの竪琴」という物品を残しているが、関連性は不明。
決め技は弓闘士共通の「クランブルガスト」。
ルイン
声 - 青山桐子
軽戦士。22歳。生粋のトレジャーハンター。前作に登場した古代王朝時代の国王の墳墓「アメンティ」を発見し、本部へ報告したのを最後に行方不明となった。前作に「名剣ルインズ・フェイト」という武器が登場するが、関連性は不明。
決め技は軽戦士共通の「ウィーリングリッパー」。
ファルクス
声 - 中田譲治
重戦士。25歳。不死者を憎み、不死者王ブラムスへ戦いを挑む。前作ではブラムス城にて「名剣ムーン・ファルクス」という武器を入手できるが、関連性は不明。
決め技は重戦士共通の「ソウルエボケーション」。
イージス
声 - 中田譲治
魔術士。28歳。ディパンの兵士。水霊との契約によって得た海流を見る目と、優れた艦隊運用術で活躍したが、水霊との契約の影響で泳ぐ事が出来なくなってしまう。ある時、船の上で小競り合いが起き、誤って海に落ちてしまい、溺死してしまった。
大魔法は水属性共通の「タイダルウェイブ」。
ソロン
声 - 楠大典
魔術士。27歳。パルティア公国の宮廷魔術師で、「バーンストーム」と「ガードレインフォース」を作り出した。しかしその二つの呪文を作った後、すぐに姿を消す。魔法に対する関心は未だ衰えておらず、戦闘中の台詞で魔法のことを「流行」や「ブーム」と呼んでいる。前作に「賢者ソロンの秘文書」という物品を残している。
大魔法は火属性共通の「グランドトリガー」。
ジェシカ
声 - 堀越真己
軽戦士。23歳。裕福な商家に生まれたが、父の死などが原因で家が没落し、冒険者となる。ある遺跡で、邪悪な竜を封じた巨大な宝石を発見する。
決め技は軽戦士共通の「ウィーリングリッパー」。
ジェラルド
声 - 松本大
重戦士。25歳。ジェシカの息子。近隣に出没したドラゴンを退治するが、大きな代償を払うことになってしまう。この時倒したドラゴンによって生じた瘴気によって湿地化した地点が前作で登場した「ネルソフ湿地帯」であり、このドラゴンが不死者化した存在がここのボスである「ドラゴンゾンビ」である。
決め技は重戦士共通の「ソウルエボケーション」。
リシェル
声 - 堀越真己
軽戦士。27歳。かつて存在していたアークダイン王国の西方地域を治めるレオン王領伯直属部隊「白百合戦士団」の団長。「カミール丘陵の大戦」に参戦し、カミール17将「白銀のリシェル」の二つ名を持つに至る。終戦後、帰国の途で歴史から姿を消す。
決め技は軽戦士共通の「ウィーリングリッパー」。
ローランド
声 - 神谷浩史
重戦士。29歳。かつて存在していたアークダイン王国の国家騎士団「血剣騎士団」の団長。「カミール丘陵の大戦」に参戦し、カミール17将「雷鳴のローランド」の二つ名を持つに至る。終戦後、帰国の途で歴史から姿を消す。
決め技は重戦士共通の「ソウルエボケーション」。
アーロン
声 - 楠大典
重戦士。28歳。アークダイン王国国家騎士団である「血剣騎士団」の二代目団長で、ローランドの後任。反乱を起こした王弟派の「白百合戦士団」の二代目団長・フローディアと共に一騎討ちを行う。フローディアとは幼馴染で相思相愛の関係。
決め技は重戦士共通の「ソウルエボケーション」。
アドニス
声 - 中田譲治
重戦士。28歳。世界各地で戦がある度に渡り歩き戦い続ける傭兵。ロゼッタ王朝の国家騎士団「ナイトオブサン」の黒光将軍でもあり、世界規模にまで発展した「カミール丘陵の大戦」にて、斬鉄姫と恐れられたセレスと一騎討ちを行い、首を落とされ死亡。数多くの武功を挙げ、当時最強の戦士だったとも言われている。
決め技は重戦士共通の「ソウルエボケーション」。
エルド
声 - 中田譲治
弓闘士。26歳。ロゼッタ王朝の国家騎士団「ナイトオブサン」の青光将軍であった人物。一年戦争初期に奇襲作戦で敵将であったセレスの捕縛に成功するが、「アルトリア街道の攻防」の最中に戦死。時には暗殺者としての任務も請け負っていたという。今作のエインフェリアの中では唯一の男性弓闘士。
決め技は弓闘士共通の「クランブルガスト」。
エーレン
声 - 松本大
重戦士。38歳。ジュラベルン地方で傭兵として活動し、「カミール丘陵の大戦」時にジェラベルン解放軍として参戦。その後、貴族の娘・クレセントと共に各地を放浪し、カミール17将に名を連ね、「天眼のエーレン」の異名を持つ。後にロゼッタ王朝により国家騎士団「ナイトオブサン」の赤光将軍に任命される。
決め技は重戦士共通の「ソウルエボケーション」。
カノン
声 - 松本大
魔術士。42歳。元はゴーラ地方の領主に過ぎなかったが、「カミール丘陵の大戦」時に敗戦によって戦力の疲弊していたアークダイン王国にて、徐々にその頭角を現し、最終的には国政まで左右するようになった。やがて聖十字師団を設立し、教皇に任命される。しかし任命式の最中、暗殺者が放った矢に射抜かれてしまう。前作に登場した「ゴーラ教団」がカルト化した原因を作った張本人。
大魔法は毒属性共通の「グローディハーム」。
ギルム
声 - 松本大
重戦士。35歳。セレスの副官として「カミール丘陵の大戦」に参戦し、カミール17将「豪刃のギルム」の二つ名で呼ばれる。ロゼッタの戦いではシルフィードを助けるために己の身を犠牲にし、喚魂の法を使い死亡する。セレスの妹・フィレスにも仕えたことがあり、同じくディパン王女であるアリーシャとも特殊会話が発生する。シルフィードとは恋仲であり、ディーンの父親でもある。
決め技は重戦士共通の「ソウルエボケーション」。
ファーラント
声 - 楠大典
魔術士。27歳。大陸暦581年に勃発した「一年戦争」で、敗戦の色が濃かったラッセンの軍隊を再編成し、侵攻してきたロゼッタ王朝に抵抗した若きリーダー。数多くの武勲を挙げるが、ロゼッタ王朝の白光将軍クレセントに討ち取られてしまう。
大魔法は雷属性共通の「プリシードグラビティ」。
フローディア
軽戦士。25歳。アークダイン王国の西方地域を治める、レオン王領伯直属部隊「白百合戦士団」の二代目団長。リシェルは先代の団長である。反乱を起こした王弟の右腕として戦う。アーロンとは幼馴染で相思相愛の関係。
決め技は軽戦士共通の「ウィーリングリッパー」。
セレス
声 - 本田貴子
軽戦士。27歳。かつてのディパン王女でフィレスの姉でもあり、アリーシャの先祖の一人。「カミール丘陵の大戦」にディパン公国軍を率いて参戦。カミール17将の一人に数えられ、「斬鉄姫セレス」の異名で敵味方問わず恐れられた。アドニスを討ち取った過去があり、後にロゼッタ王朝の国家騎士団「ナイトオブサン」の黒光将軍（二代目）となる。
決め技は軽戦士共通の「ウィーリングリッパー」。
ゼノン
声 - 神谷浩史
魔術士。24歳。ロゼッタ王朝に仕えていた。神々の本「隻眼の写本」を手にしたことで本に操られ、数々の暴挙を犯してしまう。その後、正気に戻った彼は贖罪を誓うが、民衆はそれを認めなかった。
大魔法は火属性共通の「グランドトリガー」。
シルフィード
声 - 堀越真己
軽戦士。34歳。物心ついた時よりディパン王女フィレスの付き人をしており、彼女に付き従ううちに「一年戦争」にまで参加する事となる。回復魔法で幾度と無く王女の命を救った。ロゼッタの戦いではギルムに命を救われたことがある。ギルムとは恋仲であり、ディーンは息子である。
決め技は軽戦士共通の「ウィーリングリッパー」。
アルム
声 - 中田譲治
魔術士。38歳。パルティア公国の第2王子。極めて優秀であるが、父王に疎まれ続けていたため人格が屈折しており、何かにつけて父王ジグムンドと兄シフェルを馬鹿にしている。「ニブルヘイムの霧」と呼ばれる暗黒時代に、自ら軍を率いて不死者と戦っていた。
大魔法は雷属性共通の「プリシードグラビティ」。
フィレス
声 - 青山桐子
弓闘士。58歳。かつてのディパン王女。斬鉄姫・セレスの妹でアリーシャの先祖の一人。大陸全土を巻きこんだ「一年戦争」に供を二人だけ連れて参戦。一年戦争中に起こった「パルティア攻防戦」「アークダイン騒乱」「アルトリア街道の攻防」「ロゼッタの戦い」等、数多くの戦闘に参加し、一年戦争の英雄の一人とされた。その後戦いを止め、パルティア公国の第1王子シフェルと結婚し夫を支え続けた。
決め技は弓闘士共通の「クランブルガスト」。
紗紺（しゃこん）
声 - 青山桐子
弓闘士。23歳。大陸の遥か彼方の島でカラクリ人形を作成していた。魂ある人形を作る方法を探すため海を渡り、人の魂をカラクリ人形に封じ込める技術を生み出した。しかし、その技術には大きな欠陥があった。前作に登場した「ローム丘陵のカラクリ屋敷」の所有者。
決め技は弓闘士共通の「クランブルガスト」。
クラッド
声 - 神谷浩史
重戦士。32歳。ヴィルノア建国の立役者の一人。妻・キルケが作った鎧と剣を使いこなし、戦った。ある理由から剣と鎧の手入れが不可能となったため、見かねた当時の王から剣と鎧を譲り受けた。
決め技は重戦士共通の「ソウルエボケーション」。
キルケ
軽戦士。24歳。ヴィルノア建国の立役者の一人。優れた戦士であると同時に「原初の秘法」という技術を持つ刀匠でもある。クラッドの妻。
決め技は軽戦士共通の「ウィーリングリッパー」。
ティリス
声 - 本田貴子
軽戦士。23歳。斬鉄姫・セレス将軍の子孫を名乗り、アークダイン王国に仕官。ヴィルノアとの戦争で数々の武勲をあげた人物。しかし彼女の正体は商人の娘であり、セレスとは何の接点も無い。エインフェリアの中で唯一関西弁を喋り、戦闘中に「死にさらせボケェ！」「くたばりゃあ！」などの特徴的な台詞を叫ぶ事がある。
決め技は軽戦士共通の「ウィーリングリッパー」。
魔智（まさと）
声 - 神谷浩史
魔術士。23歳。符を使った秘術を得意とする。親友の裏切りによって国を追われ大陸へ逃げのびる。
大魔法は毒属性共通の「グローディハーム」。
アルカナ
声 - 本田貴子
弓闘士。19歳。ラシーカともう一人の幼馴染と共にカルスタッドをクレルモンフェランの侵攻から守っていた。
決め技は弓闘士共通の「クランブルガスト」。
ラシーカ
軽戦士。20歳。アルカナともう一人の幼馴染と共にカルスタッドをクレルモンフェランの侵攻から守っていた。
決め技は軽戦士共通の「ウィーリングリッパー」。
ウォルター
声 - 中田譲治
魔術士。27歳。理由あってクレルモンフェラン王の結婚式の日に王妃・リリアを連れ去り、その後、自由を求めていたリリアと愛し合うようになる。猟奇的な魔導実験を行っていたとされているが、妻のリリアと娘のリディアの前では優しい父親の面を見せる。前作に登場した「サレルノ実験場跡」の所有者。
大魔法は毒属性共通の「グローディハーム」。
リリア
声 - 堀越真己
弓闘士。22歳。女神フレイアの加護を受けて生まれたとされる聖女。かつて、クレルモンフェランの地方領主の娘として還暦を迎えた王の妃になるはずであった。しかし結婚式の日に魔術士ウォルターに連れ去られ、いつしか自由に生きるウォルターと惹かれあう。
決め技は弓闘士共通の「クランブルガスト」。
リディア
弓闘士。21歳。ウォルターとリリアの間に産まれた子供。クレルモンフェランの王女であるが、不義の子であったが為にその存在を疎まれていた。武芸に励む事で自らの存在意義を見つめようと日々努力を重ね、数々の武功を立てる。自分の運命を呪い、母親であるリリアの事を許していない。
決め技は弓闘士共通の「クランブルガスト」。
ザンデ
声 - 楠大典
重戦士。22歳。冒険者。正義感が強く、「ザンデ流 ジャスティスソード」や「ザンデ流 ホーリー滅多切り」など技に独自の名前を付けており、独特の台詞回しが数多くある。
決め技は重戦士共通の「ソウルエボケーション」。
ソファラ
声 - 本田貴子
弓闘士。24歳。盗賊ギルドの暗殺者であったが、ターゲットの一人であった時の領主に求婚され結婚。その後、暗殺のために近づいたことを告白するが、それでも自分を愛してくれる夫に根負けし、過去と決別するべく夫と共に盗賊ギルドと戦う。しかし、ギルドによって夫が暗殺されてしまう。ひとりになっても戦い続けたが、ギルドに拉致され、喉を潰された状態で奴隷として売られてしまう。
決め技は弓闘士共通の「クランブルガスト」。
ミリティア
声 - 堀越真弓
弓闘士。29歳。ソファラの妹。姉が盗賊ギルドで暗殺者をしていた事やギルドでの経緯を知らず、夫と共に盗賊ギルドと戦っている姿を貧民街への弾圧と勘違いし、盗賊ギルドに騙される形で利用され、すれ違いで不幸を招いてしまう。真実を知ったミリティアは盗賊ギルドに火を放ち、ギルドのメンバーを道連れにする形で死亡。エインフェリアとなった今でも姉を死に追いやるきっかけを作ってしまった事を後悔している。
決め技は弓闘士共通の「クランブルガスト」。
クリスティ
声 - 青山桐子
弓闘士。パルティア公国の王女であり、フィレスの娘でもある。母・フィレスに保護された吟遊詩人・セルヴィアを慕い、追って出奔してしまう。それ以降、二度とパルティアに戻ることは無かった。
決め技は弓闘士共通の「クランブルガスト」。
クレセント
声 - 青山桐子
軽戦士。ジェラベルンの貴族に生まれたが、父の治める領地が襲撃を受けて壊滅し、この事件が引き金となり「カミール丘陵の大戦」が勃発。父が雇っていた傭兵・エーレンに助けられ一人落ち延びる。戦後、父の領地だった土地に戻った際、父の代わりに領主として君臨する継母に剣を向けられる。その直後、継母が「カミール丘陵の大戦」を引き起こした元凶であることを知り、復讐を遂げる。その後、命の恩人であるエーレンと共に世界を放浪。ロゼッタ王朝に仕官し、国家騎士団「ナイトオブサン」の白光将軍に任命されるが、一年戦争の最中エーレンが自分を庇って死亡して以来、行方不明になってしまう。
決め技は軽戦士共通の「ウィーリングリッパー」。
セルヴィア
声 - 神谷浩史
魔術士。盗賊団に襲われて壊滅した町の生き残りで、フィレスに保護された過去がある。自分の存在によりパルティア公国に後継者争いが起こるのを恐れ出奔。以後はクリスティやディーンと共に不死者達を封印しながら、吟遊詩人として世界を渡り歩いた。
大魔法は雷属性共通の「プリシードグラビティ」。
ディーン
声 - 楠大典
重戦士。「ニブルヘイムの霧」と呼ばれる暗黒時代の英雄。シルフィードとギルムの息子。クリスティやセルヴィアとは幼馴染で、共に不死者を封印する旅をしていた。後にニブルヘイム側でのみ開閉が可能なニブルヘイムとミッドガルドを繋ぐ扉を閉じるために一人行動を起こす。
決め技は重戦士共通の「ソウルエボケーション」。

### セラフィックゲート
本編終了後に探索することができるおまけダンジョンのセラフィックゲートに登場する。本編の登場人物やそのパロディキャラクターも登場するが、以下では他作品と繋がりがある人物について記述する。
ガブリエ・セレスタ
声 - 楠大典
イセリア・クイーンと共に、様々なトライエース作品の隠しダンジョンに登場するボスキャラクター。本作では金髪で浅黒い肌をした痩身の男性の姿で登場する。
イセリア・クイーン
声 - 本田貴子
ガブリエ・セレスタと共に、様々なトライエース作品の隠しダンジョンに登場するボスキャラクター。本作では長い金髪の髪を逆立てた大人の女性の姿で登場する。

## エインフェリアが関わった事件
エインフェリアたちのステータス画面で読むことができる歴史書や、因縁のあるエインフェリア同士をパーティに加えた時の会話、および彼らを解放した後の台詞などを読み取っていくことで、プレイヤーはこの世界の歴史を知ることができる。年代が古い順番に記載する。
ネルソフのドラゴン討伐
大陸暦468年に、ジェシカは冒険の途中に立ち寄った遺跡で宝石を発見するが、その宝石が邪竜を封じ込めているとは知らずに封印を解き、彼女はドラゴンに殺されてしまう。それから21年後、町に出没するようになったドラゴンを退治するべく、ネルソフの領主は広く兵を募集する。成長したジェシカの息子、ジェラルドもその呼びかけに応じ、彼を含めた100人の兵士がドラゴンに戦いを挑んだ。討伐に成功したものの、ドラゴンの死体からは強い毒素を含む体液が流出。ネルソフ一帯を蝕み、死の沼地化してしまった。
前作では「ネルソフ湿地帯」と呼ばれる。その時、レナスが相見える「ドラゴンゾンビ」こそ、このドラゴンである。
カミール丘陵の大戦
大陸暦572-575年に勃発し、全世界を巻き込んだ戦争。この戦争では、目覚しい活躍をみせた名将、武人達に「カミール17将」という呼び名が付けられた。何人かは本作のエインフェリアとして登場している。なお、選定されてはいないが、アルムの父親も17将の一人に数えられている。
ロゼッタの戦い
大陸暦581年に勃発し、後に「一年戦争」と呼ばれる戦争の発端となった事件。「隻眼の写本」と呼ばれる神々の本に操られたゼノンが、ロゼッタ王に大陸侵攻を進言し、ロゼッタ王朝が都市・ラッセンに侵攻したことから始まった。これに対しアークダイン・クレルモンフェラン・ディパン・パルティアの4大国は、ラッセン解放を名目にロゼッタを包囲した。「カミール丘陵の大戦」で活躍した英雄達も参加し、戦争は激化した。
アルトリア街道の攻防
一年戦争の終期に、パルティア公国がラッセンの解放に成功するきっかけとなった戦い。駐留していたロゼッタ軍の赤光将軍エーレンは仲間を庇い戦死。最後まで抵抗した青光将軍エルドも、奮闘むなしく戦死した。ラッセンの解放軍を指揮していたファーラントは、ロゼッタ軍の白光将軍クレセントに討ち取られ、そのクレセントも後に行方不明となる。
アークダイン騒乱
大陸暦581年にアークダイン王国で起きた争い。暴君だった当時の国王に対し、レオン王領伯率いる王弟派が反旗を翻したことがきっかけとなる。第三勢力となる教皇派を組織したカノンによって、両軍の騎士団長（王国騎士団長のローランドと王弟派のリシェル）は行方不明、新たな騎士団長達（王国騎士団長のアーロンと王弟派のフローディア）も一騎討ちの末に、この世を去った。
ニブルヘイムの霧
大陸暦599年に、ミッドガルドと冥府を繋ぐ扉が開き、ミッドガルドが暗黒時代に突入した事象。この時代は不死者が活発に活動し、世界中で国を襲う不死者や冥府の軍勢との戦いが繰り広げられた。ディーンは自分の命と引き換えに冥府の扉を内側から閉め、終息させた。
第4次カルスタッド侵攻
大陸暦724年に、大国クレルモンフェランが、砂漠の国カルスタッドに侵攻する。カルスタッドのアルカナは気候に関する知識を、ラシーカは地形に関する知識で、当時のクレルモンフェランから町を守り続け、自軍を勝利へと導いた。
王妃誘拐事件
大陸暦746年、クレルモンフェランの王妃になるはずだったリリアが、式典の最中に突然姿を消す。6年後にリリアは救出され、誘拐犯とされるウォルターは討伐された。しかし、そのリリアも後を追うかのように自害してしまう。この事件の真相は、二人の駆け落ちであり、二人の間には娘のリディアもいた。本編のマテリアライズ次第で、親子3人はエインフェリアとなって再び巡り合うことになる。
ジュラベルンのギルド放火
大陸暦790年、ギルドの暗殺者から領主夫人となったソファラは、ギルドからの脅迫に耐えかねて、夫とともに盗賊討伐を行う。しかし妹・ミリティアの勘違いで、姉のソファラはギルドに捕まり、喉を潰された挙句奴隷として売られてしまう。すべてを知ったミリティアはギルド本部に火を放ち、ギルドメンバーの大半とともに焼身自殺をした。

## 用語
時間転移装置
時間移動が可能になる装置。ディパン城地下に安置されている。前作では不死者となった三賢者がレナスを時の彼方へ追放するために利用した。
王呼の秘法
魂を強制的に転生させる失伝魔法。オーディンはこれを利用して戦乙女をヴァルハラに召喚したり、人間に転生させたりするヴァルキリーの転生システム。
移送方陣
瞬間移動が可能になる失伝魔法。地面に描いた方陣の大きさで転送できる人数が決まると思われる。また、長距離転移にはやや時間がかかるようで、前作でレザードは「こんなに時間がかかっては意味がない」と評している。
輪魂の呪
肉体、魂、精神のそれぞれを繋ぐ生命の糸を自在に操れる失伝魔法。分かりやすく言うと、幽体離脱が可能になる。この魔法自体は「肉体に魂を入れる」術だが、この逆魔法を唱える事で肉体と魂の分離を可能とする。
失伝魔法
「ロストミスティック」とも言われる、非常に高度な魔法。複雑な儀式と膨大な魔力が必要なため、使える者は神々ですらオーディンを除きほとんど居ない。オーディンはユグドラシルの頂上で修行し、身に付けたとされる。
賢者の石
全ての錬金術師たちが追い求める究極の物質。見た目はただの石だが、世界創生以前からあらゆる知識が収められているという。失伝魔法も完全に網羅されているが、解析は非常に困難。前作でレザードがメルティーナに説明する際、「100億ページもある辞書」と表現した。レザードが所持していたものは前作のAエンディングルートにおけるロキのドラゴンオーブによる滅びを逃れる為に力を解放して消滅している。
原初の秘法
鋼鉄と火薬を操る技術。エインフェリアであるキルケの死亡により本作では失伝しているが、前作ではガノッサが再発見している。
ホムンクルス
レザードが研究する人工生命体。人間とエルフの肉体を材料にして作られる。本質的にはハーフエルフと同じで、外見は人の姿をしている。ある程度知能もあるが、魂を持たず精神構造も人間とは異質。
セラフィックゲート
前作同様、本編終了後におまけダンジョンとしてセラフィックゲートが出現する。出現するモンスターは本編の敵よりはるかに強力で、本編でボスとして登場した敵も再登場する。また内部にある犬小屋を調べると本編のパロディが楽しめる。

## スタッフ
- ゲームデザイン：則本真樹
- リードプログラマー：植木茂
- バトルプログラマー：北尾雄一郎
- リードR&Dプログラマー：五反田義治
- サウンドディレクター：下條勇三郎
- シナリオ本編：有限会社エッジワークス
- イベントディレクター：林谷和樹
- ミュージックコンポーザー：桜庭統
- キャラクターデザイン：吉成鋼、吉成曜 ※メインキャラクターのみ担当
- イメージイラスト：山下しゅんや ※エインフェリアのイメージイラストのみ担当（キャラクターデザインは別人が担当）
- ディレクター：勝呂隆之
- プロデューサー：山岸功典

## 関連商品
攻略本
- ヴァルキリープロファイル2 -シルメリア- 〜AWAKENING of VALKYRIE〜
- ヴァルキリープロファイル2 -シルメリア- ザ・マスターガイド
- ヴァルキリープロファイル2 -シルメリア- 公式コンプリートガイド
- ヴァルキリープロファイル2 -シルメリア- ファイナルガイド

設定資料集
- ヴァルキリープロファイル -レナス- / ヴァルキリープロファイル2 -シルメリア- 設定資料集（2008年6月23日、メディアワークス）

漫画
- ヴァルキリープロファイル2 -シルメリア- （作画：林ふみの、ガンガンパワード、全4巻）

小説
- ヴァルキリープロファイル2 -シルメリア- Vol.1 （著：梅村崇）
- ヴァルキリープロファイル2 -シルメリア- Vol.2 （著：梅村崇）

音楽
- ヴァルキリープロファイル2 -シルメリア- オリジナルサウンドトラック Vol.1
- ヴァルキリープロファイル2 -シルメリア- オリジナルサウンドトラック Vol.2
- ヴァルキリープロファイル2 -シルメリア- アレンジアルバム
- ヴァルキリープロファイル2 -シルメリア- ボイスミックスアルバム